# Stene brunn
Stene brunn är en tidigare svensk brunnsanläggning väster om Åbytorp i Kumla kommun.
År 1875 upptäcktes källans järnhaltiga vatten som nyttigt för behandling av reumatism, varefter platsen utvecklades till en hälsobrunn.
Det första badhuset byggdes 1890 och fyra år senare uppfördes huvudbyggnaden, med restaurang och rum för badgästerna på övre våningen. Rum fanns också i små paviljonger, eller i inackorderingar hos privata familjer.
Stene brunn avvecklades på 1960-talet och området revs i slutet av 1970-talet. Några mindre byggnader flyttades till Kumla-Sannahed Hembygdsförening i Sannahed.
I Stenebrunn finns sedan 2019 ett serviceboende för personer med neuropsykiatrisk funktionsnedsättning.